# Julius Steffens
Julius Steffens   (Stargard, 1831 - Wiesbaden, 1882), fou un compositor i violinista alemany.
Fou deixeble de Wilhelm Ganz a Berlín i de Carl Schuberth a Sant Petersburg. Durant molts anys formà part de la Capella Imperial d'aquesta ciutat i emprengué llargs viatges com a concertista, en alguns dels quals acompanyà a Alfred Jaëll i Henri Vieuxtemps.
Entre les seves composicions si compten dos concerts i nombroses composicions per al seu instrument (el violoncel).